# Nebesny tichochod
Nebesny tichochod (Небесный тихоход, zu deutsch „Himmlische Schnecke“) ist eine sowjetische Komödie, die am 1. April 1946 uraufgeführt wurde.

## Handlung
Major Bulotschkin, Oberleutnant Tucha und Hauptmann Kaisarow, drei Jagdflieger und beste Freunde, schwören sich, sich allesamt nicht zu verlieben, bis der Krieg gewonnen sei. Nachdem sie auf eine Fliegerstaffel weiblicher Piloten und die hübsche Journalistin Walya Petrowa treffen, geben sie einer nach dem anderen auf. In der Nebenhandlung versucht Major Bulotschkin, ein Fliegerheld, sich an seine neue Maschine, einen überkommenen und langsam fliegenden Doppeldecker (Modell U-2), zu gewöhnen, dem man ihm nach einem ernsthaften Fliegerunfall (zu sehen in der Eröffnungsszene) zugewiesen hatte. Hierauf referenziert der Titel „Himmlische Schnecke“.

## Entstehung
1944 befahl Josef Stalin die Produktion einer Komödie, die den Krieg in einer herzerfrischenden Weise darstellen sollte. Der Film wurde noch während des Krieges gedreht und am 1. April als erste sowjetische Nachkriegskomödie uraufgeführt. 
Die Dreharbeiten begannen direkt nach dem Ende der Leningrader Blockade, während der Tanzszenen traten professionelle Tänzerinnen des Jugendensembles der Roten Armee auf, die während des Krieges an der gesamten Front und in verschiedenen Städten (unter anderem auch während der Leningrader Blockade in Leningrad) insgesamt 3000 mal auftraten. 
1970 wurde der Film überarbeitet, wobei er zensiert, neu vertont und um 10 Minuten gekürzt wurde. Unter anderem wurde eine Szene gelöscht, in der die sowjetische Pionierskaja Prawda mit der Times verglichen wird. 
2012 wurde der Film koloriert, wobei die originale Tonspur und alle Szenen verwendet wurden.

## Trivia
Anfangs ist im Film der durch Bombardement zerstörte Jelagin-Palast zu sehen, der später wiederaufgebaut wurde. 
Die beiden Schauspieler Nikolai Krjutschkow und Alla Parfanjak, deren Charaktere Major Bulotschkin und Walya Petrowa im Film ein Paar werden, heirateten auch im tatsächlichen Leben, die Ehe hielt 12 Jahre. 